# قالیشویی
قالیشویی به شغل یا عمل شستن قالی یا فرش گفته می‌شود و به فرایند لکه زدایی، غبار روبی ،شستشوی فرش با آب و مواد شوینده گفته می‌شود که می‌تواند به صورت دستی یا ماشینی انجام شود. عمل قالیشویی بسته به نوع و جنس تار و پود فرش دارد. قالیشویی در ایران قدمت دیرینه دارد.

## قالیشویی در گذشته

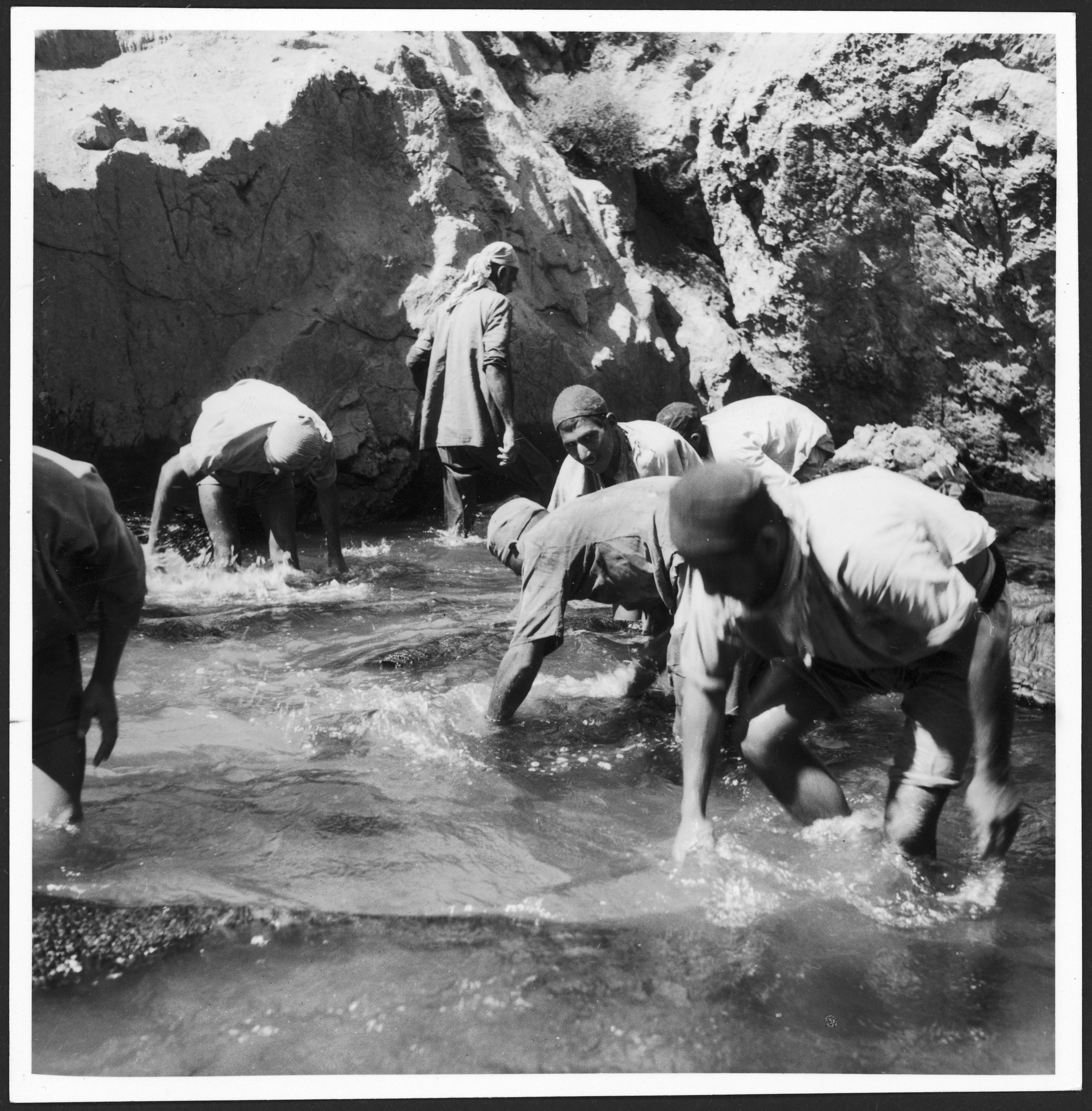
چند قالی‌شو در تهران (۱۳۱۴)

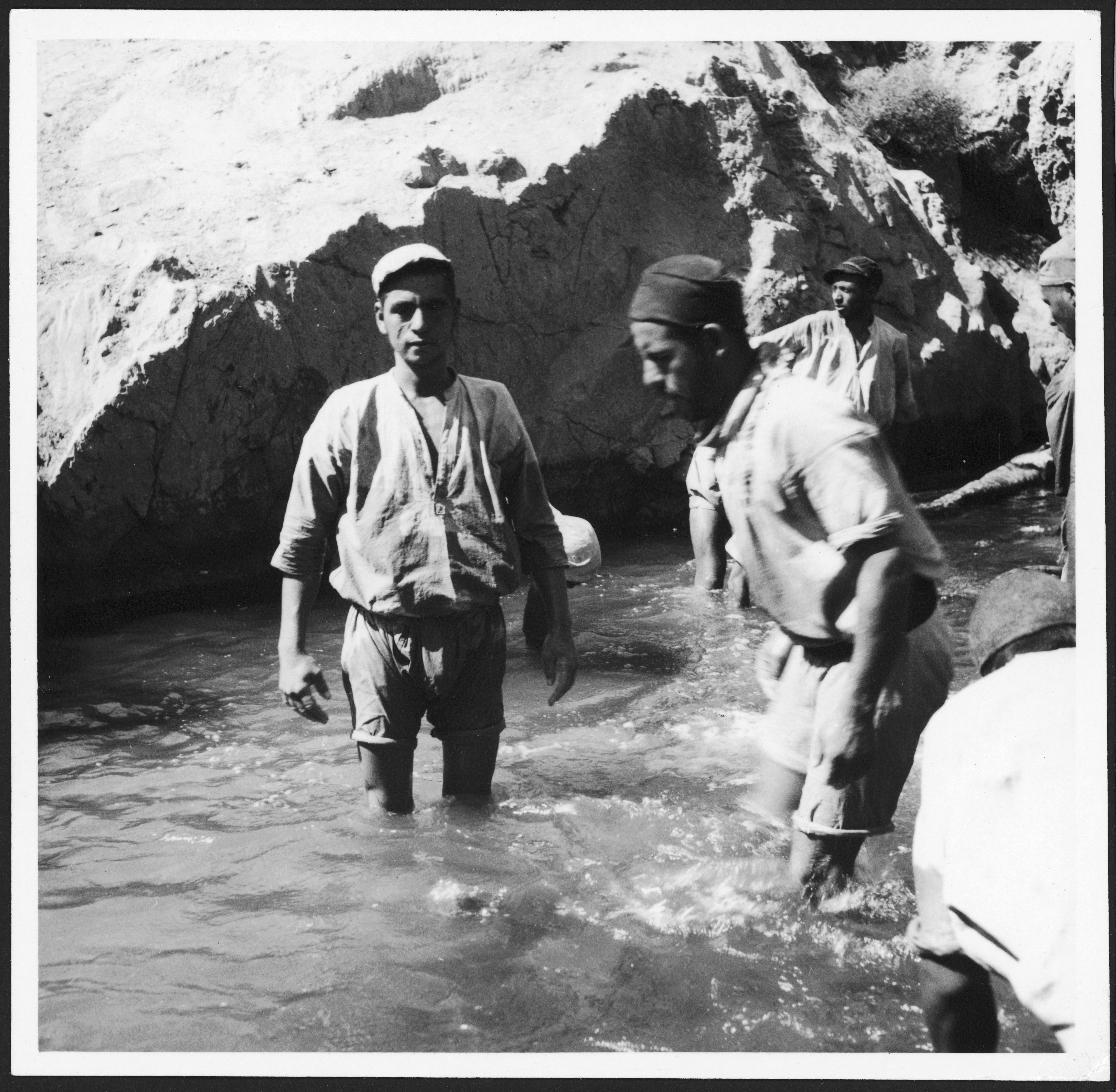
چند قالی‌شو در تهران (۱۳۱۴)

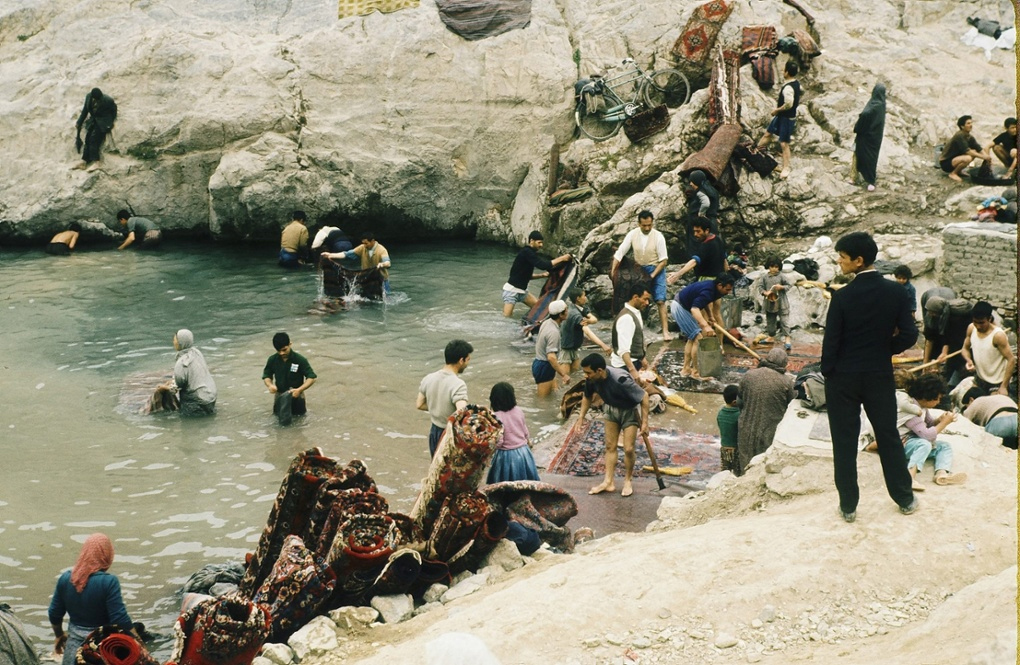
شستن و لول کردن فرش‌ها در چشمه‌علی (شهرری) در ۱۳۳۹ خورشیدی

قالیشویی (انگلیسی: Carpet cleaning)در گذشته به صورت دستی، با آب و صابون رختشویی و جارو، به صورت فردی یا گروهی انجام می‌شده‌است.

## قالیشویی امروزی
قالیشویی، امروزه با پیشرفت تکنولوژی، و آمدن دستگاه‌ها و مواد شوینده قوی، آسانتر و سریعتر شده‌است. قالیشویی امروزی بیشتر در کارخانه‌ها یا کارگاه‌های قالیشویی، و با دستگاه‌های قالیشویی انجام می‌پذیرد و برای خشک شدن فرش های شسته شده، از گرمخانه استفاده می‌شود. البته همچنان در بعضی از نقاط ایران و خاورمیانه، هنوز به صورت دستی نیز انجام می‌شود.
قالیشویی فرش‌ها به دو نوع فرش های ماشینی و فرش های دستباف تقسیم می‌شود؛ که نوع شستشوی فرش و مواد شوینده، متناسب با نوع فرش انتخاب می‌شود.
قالیشویی به عنوان شغل در ایران ثبت شده‌است و دارای اتحادیه قالیشویی و صنف قالیشویی می‌باشد. اتحادیه صنف قالیشویان تهران در سال ۱۳۵۱ تأسیس گردیده‌است.
با توجه به کمبود منابع آبی امروزه در ایران از دستگاه‌های اتوماتیک جهت شتشوی قالی و با قابلیت بازیافت آب مصرفی استفاده می‌شود.

#### انواع دستگاه های قالیشویی
- دستگاه قالیشویی تمام اتوماتیک
- دستگاه قالیشویی ثابت
- دستگاه آبگیر لوله ای
- دستگاه شلاق زن فرش
- ماشین آلات گرد و خاک‌گیر

- دستگاه ریل شستشو (قطار شستشو) قالیشویی